# Peter Szatmari
Peter Szatmari é um geólogo nascido em Budapest, Hungria.  Graduou-se em Geologia pela Universidade de Eotvos, daquele país. Obteve o doutorado na Universidade de Edimburgo, na Grã-Bretanha sobre sal (evaporitos) e o pós-doutorado em Princeton, nos Estados Unidos, onde foi visiting fellow no staff de professores. Também fez estágio no Lamont Doherty Earth Observatory, Universidade de Colúmbia, Nova Iorque, em plena época do nascimento da Teoria da Tectônica de Placas.
Desde 1973 está no Brasil, inicialmente como consultor da Petrobras. Nesta condição, ministrou cursos e liderou equipes de trabalho que realizaram importantes descobertas de depósitos de sais de potássio e óleo nas bacias de Sergipe-Alagoas e Amazonas. Em 1980, ingressou no quadro de pesquisadores do Centro de Pesquisas da Petrobras - CENPES, onde ainda atua. Além de coordenar vários grupos de estudo, ministrou cursos sobre geologia estrutural, tectônica, geotectônica e geologia do sal (evaporitos). Nas universidades Federal Fluminense, do Rio Grande do Sul e de Ouro Ouro Preto atuou como docente e orientador de inúmeros mestres e doutores.
A contribuição de Peter Szatmari à Geologia Estrutural e Tectônica soma mais de 200 trabalhos, entre artigos em periódicos internacionais de grande prestígio, monografias e relatórios técnicos, além do livro “Sal - Geologia e Tectônica”. Preciosa, porém, tem sido a sua ação de mestre para além das páginas escritas e das salas de aulas. Incentivador de jovens e pioneiro em novas ferramentas - deve-se a ele a introdução da modelagem física analógica no Brasil - Peter Szatmari sempre freqüentou o front da ciência e nunca mediu esforços para divulgar amplamente o que lá tem encontrado. Uma das mais importantes contribuições do Professor Peter Szatmari é a formação do petróleo através reações de catálise do tipo Fischer-Tropsch, com a serpentização dos peridotitos do manto. Também efetuou importantes estudos sobre a distribuição de metais presentes no petróleo, comparando-os com as rochas do manto, condritos, crosta e água do mar.
Recebeu o Prêmio Medalha de Ouro “José Bonifácio de Andrada e Silva” da Sociedade Brasileira de Geologia em 2012.